# Dasypogon aurarius
Dasypogon aurarius là một loài ruồi trong họ Asilidae. Dasypogon aurarius được Wiedemann miêu tả năm 1821. Loài này phân bố ở vùng Tân nhiệt đới.